# Johannes Murmellius
Jo(h)annes Murmellius Ruremumdensis (Roermond, 1480 – Deventer, 1517) was een Nederlands humanist, pedagoog en neo-Latijns dichter.
Murmellius studeerde aan de Latijnse school in Deventer en vervolgens in Keulen. In 1504 ontving hij in Keulen zijn magistertitel. Daarna doceerde hij tot 1513 in Münster.

Hij zag de hervorming van het onderwijs in humanistische zin als zijn levenstaak. Hij schreef opvoedkundige verhandelingen en schoolboeken die tot in de achttiende eeuw op Hollandse, Duitse, Franse, Italiaanse en Poolse scholen gebruikt werden. Het meeste succes had hij met zijn Pappa Puerorum, een eenvoudig schoolboek voor het eerste onderwijs in het Latijn.
In 1513 werd Murmellius op verzoek van het Alkmaarse schoolbestuur rector van de Alkmaarse School. Vele van zijn leerlingen volgden hem naar Alkmaar. De school trok leerlingen uit Holland, Utrecht, Friesland, Gelderland en zelfs Luik en Noord-Duitsland. Het aantal leerlingen verzesvoudigde naar 900 en dat op een toenmalig inwonertal van 4000.

In 1517 kwam aan deze bloeiperiode een eind toen Alkmaar werd aangevallen door de Arumer Zwarte Hoop, die de delen van de stad, die buiten de poorten lagen, plunderde. Murmellius vluchtte naar Deventer waar hij nog hetzelfde jaar overleed. In december 1517 werd Murmellius als rector opgevolgd door Kempo Thessaliensis.
Naar Johannes Murmellius is in Alkmaar een gymnasium vernoemd, het Murmelliusgymnasium.